# Chiesa di Santo Stefano Protomartire (Combai)
La chiesa di Santo Stefano Protomartire è la parrocchiale di Combai, frazione di Miane, in provincia di Treviso e diocesi di Vittorio Veneto; fa parte della forania della Vallata.

## Storia
La prima citazione di una chiesa a Combai risale al 1395. Da un documento del 1475 si viene a sapere che essa era filiale della pieve di Miane. Nel 1588 si ha una descrizione della chiesa in seguito alla visita del vescovo Marcantonio Mocenigo: si sa che l'edificio aveva un'unica navata. Rinnovata e riconsacrata nel 1610, nel 1616 fu elevata a chiesa curaziale e nel 1751 a parrocchiale, affrancandosi definitivamente dalla pieve di Miane. 
Nel 1652 venne costruito il campanile, inaugurato ufficialmente solo nel 1684. Nel XVIII secolo la chiesa venne praticamente ricostruita e consacrata nel 1868.
Nel 1953 il campanile fu oggetto di un rifacimento, che ne cambiò totalmente aspetto.

## Descrizione
La chiesa ha pianta rettangolare organizzata in tre navate. La facciata a capanna è in stile neoclassico, con un solo portale d'ingresso e timpano triangolare a coronamento del tutto. All'interno, la pala della Santissima Trinità opera del Frigimelica, fatta restaurare da monsignor Aldo Rojer nel 1987. Un'altra importante opera è conservata nel museo diocesano di Vittorio Veneto. Le pale presenti sulla parete ovest sono tutte a firma di Raccanelli, nipote dell'allora sacerdote, Giacomo, parroco di Combai, deceduto nel 1946.